# Borda do Campo
Borda do Campo is een plaats (freguesia) in de Portugese gemeente Figueira da Foz en telt 953 inwoners (2001).